# ムトラ
マトラ（Muttrah あるいは Matrah）は、オマーンの首都マスカットの一地区。
この地域で最大の海港のうちの1つ、カブース港があり、オマーンの商業の中心地のひとつである。市内にはアラビア半島随一の市場であるマトラスークを持つ。 

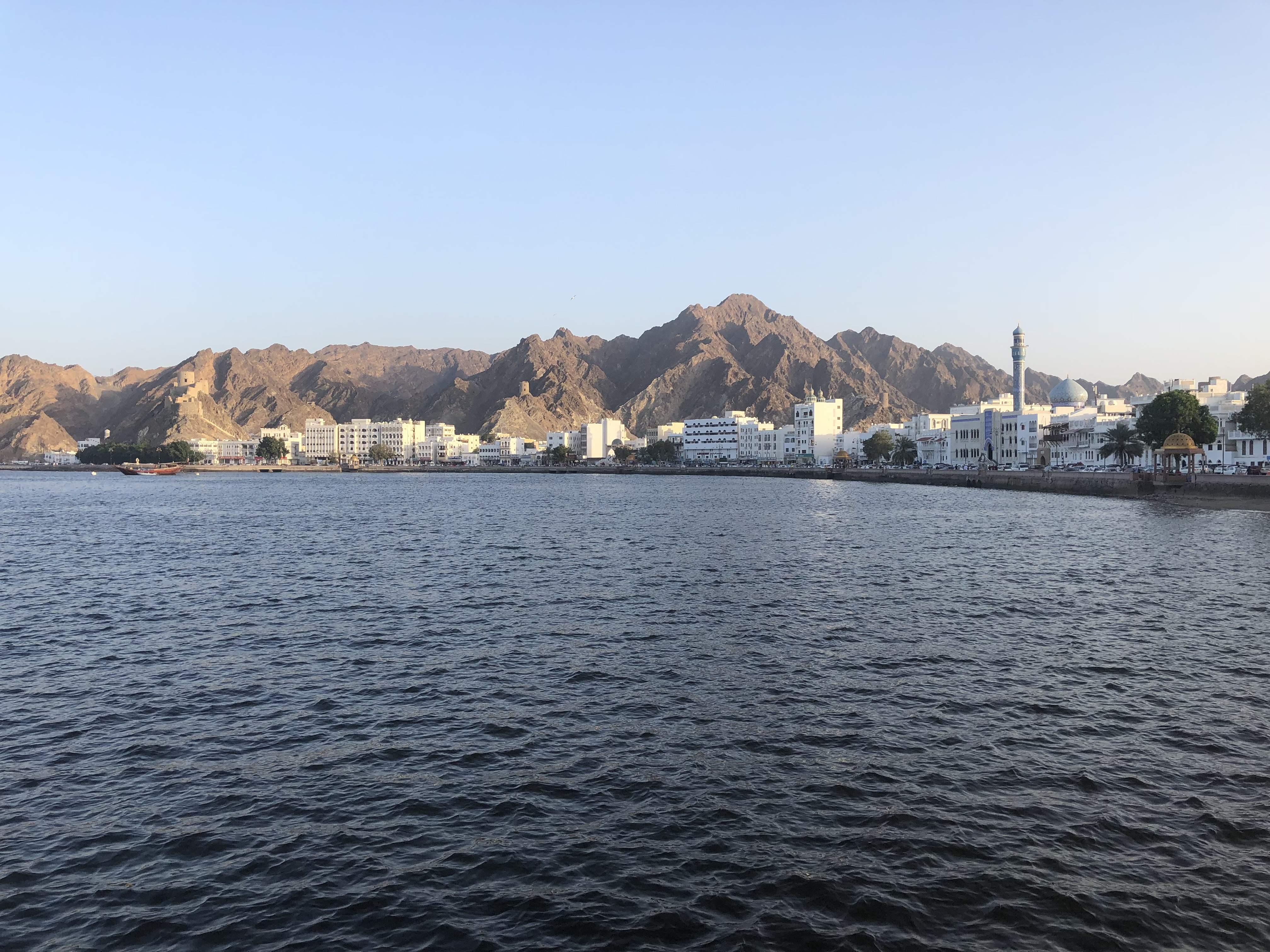
ムトラ

ポルトガル人が16世紀にオマーンを侵略した際に建てられた粘土製の砦が旧市街の両側にそびえており、Al-JalaaliとAl-Miraaniと呼ばれている。

## 歴史
ムトラは古代から交易の中心地として栄え、特に19世紀にはオマーンの主要港としての役割を果たしていた。この地域には、多くの歴史的建造物や旧市街が残されており、オマーンの伝統的な建築様式を今に伝えている。イギリスとの交易やスルタンの保護下にあった時期もあり、その影響を色濃く受けている。

## 観光

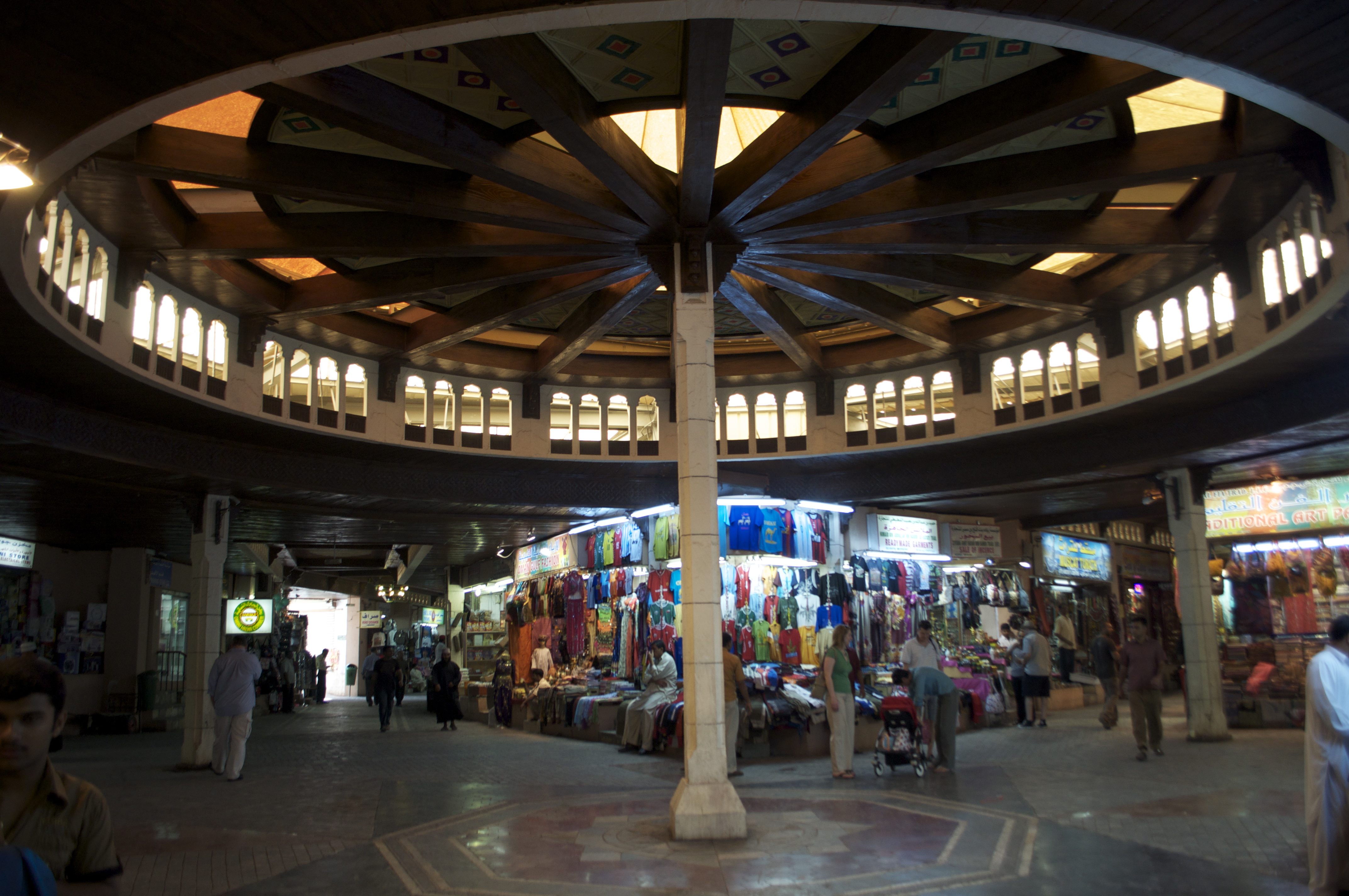
ムトラスーク

ムトラスークはオマーンで最も古い市場の一つであり、伝統的なオマーンの工芸品や香辛料、宝石類を販売する店舗が立ち並んでいる。また、ムトラコルニッシュ（ドイツ語: Muttrah Corniche）は、散歩や夕日の鑑賞に最適なエリアとして知られており、観光客に人気のスポットである。